# Mindoro
Mindoro je sedmi po veličini otok Filipina. Administrativno pripada sjevernom djelu zemlje Luzonu. Djeli se na dvije provincije: Zapadni Mindoro i Istočni Mindoro. Do podjele je došlo 1950.
Otok je dobio ime po španjolskom izrazu Mina de Oro (rudnik zlata).
Mindoro ima površinu od 10.244,50 km² i 1.062.000 stanovnika (stanje 2000). Najveći grad na otoku je Kalapan (Istočni Mindoro, 116.976 stanovnika 2007). Na otoku je glavni jezik tagaloški jezik.
Glavne gospodarske grane su uzgoj šećerne trske, kokosa i povrća. 